# God's Stories
God's Stories (en arabe حكايات الله (Ḥikāyātu-llāh)) est un ensemble de films de cinéma et de télévision israéliens en arabe de Robert Savo et Victor Kamar, qui raconte plusieurs épisodes de l’Ancien Testament.

## Liste des films
Télévision
- 2005 : Adam & Eve, alias Behind Closed Doors (Derrière des portes fermées), histoire d’Adam, Ève, Caïn et Abel
- 2004 : Isaac & Jacob, alias Two Brothers (Deux frères), histoire d’Isaac, Rébecca, Jacob et Ésaü
- 2003 : Abraham alias The Promise (La Promesse), histoire d’Abraham, Sarah, Agar, Ismaël, Isaac et Loth
- 2004 : Joseph the dreamer (Joseph le rêveur), histoire de Joseph (fils de Jacob) et ses frères
- 2005 : Moses (Moïse), alias 40 years later (40 ans après), histoire de Moïse, Myriam, Aaron, Séphora, Gershom et Éliézer
- 2005 : David, alias The warrior king (Le roi guerrier), histoire de David, Saül, Mikhal, Jonathan, Urie et Bethsabée
- 2006 : Elijah (Élie), alias Prophet of fire (Prophète de feu), histoire d’Élie, Achab et Jézabel

Cinéma
- 2006 : Noah, alias Noah and disaster (Noé et le déluge)
- 2005 : The last Judge (Le dernier juge), alias The restless ones (Ceux qui n’ont pas de repos), histoire de Samuel, Saül et du jeune David

## Distribution
Dans la distribution, on remarque entre autres les acteurs et actrices :
- Raida Adon : Agar dans Abraham
- Mira Awad : Bethsabée dans David
- Khawlah Hag-Debsy : Ève dans Adam & Eve, Myriam dans Moses
- Saleh Bakri : Joseph (fils de Jacob) dans Joseph the dreamer
- Ziad Bakri : Aser dans Joseph the dreamer
- Amer Hlehel : Ésaü dans Isaac & Jacob
- Shredy Jabarin : Caïn dans Adam & Eve, David dans David
- Victor Kamar : Pharaon dans Joseph the dreamer
- Jamil Khoury : Urie dans David
- Makram Khoury : Samuel dans The last Judge
- Ayman Nahas :  Adam dans Adam & Eve, Juda dans Joseph the dreamer, Saül dans David et The last Judge
- Sami Samir : Ismaël dans Abraham